# Јеревански државни универзитет
Јеревански државни универзитет (јерм. Երևանի Պետական Համալսարան, ԵՊՀ, Yerevani Petakan Hamalsaran) или једноставно Универзитет у Јеревану или Јеревански универзитет, најстарији је континуални јавни универзитет у Јерменији. Основан 1919. године, Јеревански универзитет је највећи и један од најпрестижнијих универзитета у земљи. Такође је неформално познат под именом мајка јерменских универзитета (јерм. Մայր ԲՈւՀ, Mayr Buh). Од 3.150 запослених на универзитету, њих 1.190 чини наставно особље, од чега је 25 академика, 130 професора, 700 доцената и 360 сарадника у настави. Универзитет има 400 истраживача, 1.350 постдипломаца и 8.500 студената, укључујући 300 студената из иностранства.
Настава се одвија на јерменском језику, али се према потреби омогућују наставе на руском и енглеском језику за студенте из иностранства. Академска година почиње 1. септембра, а завршава се 30. јуна.
Године 2010, према Универзитетском рангирању по академским перформансама (енгл. University Ranking by Academic Performance, скраћено URAP), Јеревански универзитет је био први универзитет у Јерменији и 954. у свету од укупно 20.000 институција, колико се нашло на листи.

## Галерија
- Сиракан Тигранијан, један од оснивача универзитета
- Прва зграда Јереванског државног универзитета
- Совјетска поштанска марка издата 1970. године поводом 50. рођендана универзитета. Током совјетског периода, годином оснивања универзитета сматрала се 1920. година, а не 1919.